# ジェイムズ・パトリック・ケリー
ジェイムズ・パトリック・ケリー（James Patrick Kelly、1951年 - ）はアメリカ合衆国のSF作家。

## 略歴
1972年ノートルダム大学で英文学の学士号を取得し卒業。大学卒業後、1977年まで専業プロポーザルライターとなる。1974年と1976年の二度クラリオン・ワークショップに参加する。
1980年代、友人であるジョン・ケッセルと共に「ヒューマニスト／サイバーパンク」論争に巻き込まれる。ケリーとケッセルは共にヒューマニスト派であったが、ケリーは The Prisoner of Chillon (1985) や Rat (1986) などサイバーパンク・ライクな小説を幾つか書いていた。
1975年処女作を刊行。以後中編から短編において、SFの主立った賞を幾たびも受賞する。現在もまたクラリオン・ワークショップやシカモア・ヒル・ワークショップなどのSF関連ワークショップにたびたび参加し、指導を行っている。
また1998年よりニューハンプシャー・ステート・カウンシル・オン・ジ・アーツに加わり、2004年議長に就任する。
現在はサザン・メイン大学ポピュラー・フィクション学部に属し、ストーンコーストMFAプログラムのため、ケリー・リンクと共に、クリエイティブ・ライティングの教鞭を執っている。
アシモフ誌の熱心な寄稿者の一人であり、かつてノンフィクションのコラム On the Net を数年にわたって連載していた。過去12年間のアシモフ誌の6月号には、ケリーの作品が掲載されている。

## 主な作品リスト
- The Prisoner of Chillon (1986) - 1987年アシモフ読者賞ノヴェレット部門受賞
- A Dragon's Yuletide Shopping List (1990) - ロバート・フレイジャーと共著、1991年アシモフ読者賞ポエム部門受賞
- Mr. Boy (1990) - 1991年アシモフ読者賞ノヴェラ部門受賞
- 恐竜たちの方程式 (Think Like a Dinosaur 1995) - 1996年ヒューゴー賞、アシモフ読者賞、SFクロニクル読者賞受賞（それぞれノヴェレット部門）
- ストロベリー・フィールズにて (Itsy Bitsy Spider 1997) - 1998年ローカス賞 短篇部門受賞
- 少年の秋 (1016 to 1 1999) - 2000年ヒューゴー賞 中編小説部門受賞
- Burn (2005) - 2007年ネビュラ賞 中長編小説部門受賞

### 短編
- "Why School Buses Are Yellow" by James Patrick Kelly
- "Barry Westphall Crashes the Singularity" by James Patrick Kelly
- "The Best Christmas Ever" by James Patrick Kelly

### インタビュー
- An Interview with James Patrick Kelly and John Kessel conducted by John Joseph Adams
- James Patrick Kelly - Audio Interview
- SciFi.com Interview
- AISFP 55 - James Patrick Kelly Interviewed by Matthew Wayne Selznick  - Audio Interview